# Torsten Maaß
Torsten Maaß (* 3. September 1967) ist ein deutscher Trompeter des Modern Jazz sowie Komponist und Arrangeur.

## Leben und Wirken
Maaß wurde ab dem Alter von sechs Jahren auf der Trompete unterrichtet. Erste musikalische Erfahrungen sammelte er in der von ihm mitbegründeten Jazzband Stormarn Jazzing Kids sowie in verschiedenen Blas- und Schulorchestern. Während der nächsten Jahre spielte er im Jugendorchester Ahrensburg, dem Landesjugendsinfonieorchester Hamburg, dem Bundesjugendjazzorchester, dem German Jazz Orchestra, der Downtown Big Band Hamburg und der Big Band des Schleswig-Holstein Musikfestivals. Im Jahr 1986 legte er an der Stormarnschule sein Abitur ab. Nach einem klassischen Musikstudium an der Musikhochschule Lübeck bis zum Diplom im Hauptfach Trompete bei Hannes Läubin 1991 absolvierte er den Studiengang Jazz an der Hochschule für Musik und Theater Hamburg bei Lennart Axelsson und Johannes Faber. Zu seinen Lehrern zählt weiterhin der Jazzmusiker und Pädagoge Lars Seniuk. Er spielte in Musicals und wurde von der NDR-Bigband, der RIAS Big Band Berlin und der hr-Bigband engagiert. Auch war er Mitglied im Ed Partyka Jazz Orchestra, Jeff Cascaros Enterprise Big Band und der Thilo Wolf Big Band. Aktuell ist er Trompeter in Bob Brookmeyers New Art Orchestra.
Zwischen 1994 und 2006 begleitete er Udo Jürgens im Orchester Pepe Lienhard auf fünf Tourneen, wobei er für die Tourneen 2003/2004 und 2006 alle Orchesterarrangements verfasste. Als Gastbandleader und -solist mit eigenem Bigband-Repertoire wurde er vom Concert Jazz Orchestra Vienna sowie der Oslo Workshop Big Band eingeladen. Als Komponist bzw. Arrangeur schrieb er auch für Musiker wie Bill Ramsey, Clark Terry, Monty Alexander, Eddie Daniels, Joe Gallardo, Pee Wee Ellis, Silvia Droste, Tom Gäbel, Marjorie Barnes oder Thomas Quasthoff und für die Ensembles wie das Bujazzo, Peter Herbolzheimers Rhythm Combination & Brass, die SWR Big Band, die Big Band der Bundeswehr sowie diverse Fernsehshows in Deutschland (z. B. Let’s Dance), Österreich und der Schweiz.
Seine Kompositionen und Arrangements wurden von Quintonic Brass (Karneval der Tiere und anderes, Till Eulenspiegel und noch mehr Streiche) eingespielt, ebenso von DePhazz mit der hr-Bigband (Big) und von No Angels (When the Angels Swing). Auch schrieb er für den Gustav Bosse Verlag (Jazz im Chor). Seine Kompositionen und Arrangements für Big Band und Blechbläserensembles veröffentlicht er in seinem eigenen Verlag wonderbrass music & products.

## Diskographische Hinweise
- Sunday Night Orchestra It’s Only Life – Sunday Night Orchestra Plays the Music of Torsten Maaß (1999)